# Nati nel 1997/Febbraio
| Questa pagina contiene informazioni ricavate automaticamente dalle voci biografiche con l'ausilio del template Bio e di un bot. L'aggiornamento è periodico e automatico e ricostruisce completamente la pagina. Se manca una persona in questa lista, sei pregato di non aggiungerla, ma accertati piuttosto che la sua voce biografica contenga il template Bio e che i dati anagrafici siano correttamente compilati. Se il template Bio manca, inseriscilo tu stesso o, in alternativa, metti l'avviso {{tmp\|Bio}} che ne segnala la mancanza. Se i dati riportati sono sbagliati, correggi direttamente la voce biografica; le modifiche saranno visibili in questa lista entro pochi giorni. Per chiarimenti vedi il progetto biografie. La lista contiene solo le 473 persone che sono citate nell'enciclopedia e per le quali è stato implementato correttamente il template Bio. Pagina aggiornata al 10 ago 2025. |

- 1º febbraio - Deng Adel, cestista sudsudanese
- 1º febbraio - Finette Agyapong, velocista britannica
- 1º febbraio - Valerija Apreljeva, nuotatrice artistica ucraina
- 1º febbraio - Agustín Auzmendi, calciatore argentino
- 1º febbraio - Emanuel Coronel, calciatore argentino
- 1º febbraio - Filip Dagerstål, calciatore svedese
- 1º febbraio - Noah Dickerson, cestista statunitense
- 1º febbraio - Drew Eubanks, cestista statunitense
- 1º febbraio - DaVon Hamilton, giocatore di football americano statunitense
- 1º febbraio - Miguel Ángel Leal, calciatore spagnolo
- 1º febbraio - Lee Dong-jun, calciatore sudcoreano
- 1º febbraio - Atalena Loliha, mezzofondista e maratoneta sudsudanese
- 1º febbraio - Lyanco, calciatore brasiliano
- 1º febbraio - Alexandre Müller, tennista francese
- 1º febbraio - Panagiōtīs Mōraïtīs, calciatore greco
- 1º febbraio - Jihyo, cantante sudcoreana
- 1º febbraio - Nicolas Prodhomme, ciclista su strada francese
- 1º febbraio - Juan Ignacio Ramírez, calciatore uruguaiano
- 2 febbraio - Ellie Bamber, attrice britannica
- 2 febbraio - Cameron Borthwick-Jackson, calciatore inglese
- 2 febbraio - Charlie Brown, cestista statunitense
- 2 febbraio - Sergi Canós, calciatore spagnolo
- 2 febbraio - Stefan Gartenmann, calciatore svizzero
- 2 febbraio - Paolo Ghiglione, calciatore italiano
- 2 febbraio - Emmit Gooden, ex giocatore di football americano statunitense
- 2 febbraio - Abdulbasit Hindi, calciatore saudita
- 2 febbraio - Jaheel Hyde, ostacolista giamaicano
- 2 febbraio - Elhan Kastrati, calciatore albanese
- 2 febbraio - Sadiq Umar, calciatore nigeriano
- 2 febbraio - Eddie Segura, calciatore colombiano
- 3 febbraio - Lewis Cook, calciatore inglese
- 3 febbraio - Anastasija Galašina, tiratrice a segno russa
- 3 febbraio - Sebastian Grønning, calciatore danese
- 3 febbraio - Paige Hourigan, tennista neozelandese
- 3 febbraio - Nemanja Kapetanović, cestista serbo
- 3 febbraio - Alessia Leolini, ex ginnasta italiana
- 3 febbraio - Nils Seufert, calciatore tedesco
- 3 febbraio - Kay Tejan, calciatore olandese
- 3 febbraio - Luca Vido, calciatore italiano
- 3 febbraio - José Rodrigo Andrade Ramos, calciatore brasiliano
- 4 febbraio - Emilie Beckmann, nuotatrice danese
- 4 febbraio - Henrik Bjørdal, calciatore norvegese
- 4 febbraio - Antonia Dulčić, calciatrice croata
- 4 febbraio - Ricardo Ávila, calciatore panamense
- 4 febbraio - Romani Hansen, cestista americo-verginiano
- 4 febbraio - Braxton Key, cestista statunitense
- 4 febbraio - Leon Kratzer, cestista tedesco
- 4 febbraio - Juan Carlos Montenegro, calciatore boliviano
- 4 febbraio - Leonel Mosevich, calciatore argentino
- 4 febbraio - Ivan Rabb, ex cestista statunitense
- 4 febbraio - Tim Soares, cestista statunitense
- 4 febbraio - Stanley Zeregbe, giocatore di football americano francese
- 5 febbraio - Françoise Abanda, tennista canadese
- 5 febbraio - Alessandro Bori, nuotatore italiano
- 5 febbraio - Giacomo Calò, calciatore italiano
- 5 febbraio - Delphine Cascarino, calciatrice francese
- 5 febbraio - Estelle Cascarino, calciatrice francese
- 5 febbraio - Ditonellapiaga, cantautrice italiana
- 5 febbraio - Jonah Jackson, giocatore di football americano statunitense
- 5 febbraio - Takumi Kamijima, calciatore giapponese
- 5 febbraio - Joachim Bakken Lien, sciatore alpino norvegese
- 5 febbraio - Senna Miangue, calciatore belga
- 5 febbraio - Enzo Ortiz, calciatore argentino
- 5 febbraio - Patrick Roberts, calciatore inglese
- 5 febbraio - Ronald Santanna Rodrigues, calciatore brasiliano
- 5 febbraio - Gaia Traballi, pallavolista italiana
- 5 febbraio - Adam Trautman, giocatore di football americano statunitense
- 5 febbraio - Tsuyoshi Watanabe, calciatore giapponese
- 6 febbraio - Beatrice Abati, calciatrice italiana
- 6 febbraio - Jonás Acevedo, calciatore argentino
- 6 febbraio - Jessie Bates III, giocatore di football americano statunitense
- 6 febbraio - Martina Ceccarelli, calciatrice italiana
- 6 febbraio - Gabriel Fuentes, calciatore colombiano
- 6 febbraio - Diogo Gonçalves, calciatore portoghese
- 6 febbraio - Bryan Heynen, calciatore belga
- 6 febbraio - Jannes Horn, calciatore tedesco
- 6 febbraio - Donte Jackson, giocatore di football americano statunitense
- 6 febbraio - Hamza Adnan-Karim, taekwondoka tedesco
- 6 febbraio - Jason Kerr, calciatore scozzese
- 6 febbraio - Herlin Lino, calciatore ecuadoriano
- 6 febbraio - Krisztián Manhercz, pallanuotista ungherese
- 6 febbraio - Cristian Jesús Martínez, calciatore panamense
- 6 febbraio - Collin Morikawa, golfista statunitense
- 6 febbraio - Nicklas Nielsen, pilota automobilistico danese
- 6 febbraio - Álex Petxarroman, calciatore spagnolo
- 6 febbraio - Momčilo Rašo, calciatore montenegrino
- 6 febbraio - Carlos Ribera, calciatore boliviano
- 6 febbraio - Djibril Sow, calciatore svizzero
- 6 febbraio - Etienne Sticher, giocatore di football americano svizzero
- 6 febbraio - Casper Stornes, triatleta norvegese
- 6 febbraio - Evelyne Viens, calciatrice canadese
- 7 febbraio - Sami Al-Najei, calciatore saudita
- 7 febbraio - William Baeten, calciatore belga
- 7 febbraio - Nicolò Barella, calciatore italiano
- 7 febbraio - Grace Bullen, lottatrice norvegese
- 7 febbraio - Lorenzo Carissoni, calciatore italiano
- 7 febbraio - David Choinière, calciatore canadese
- 7 febbraio - Hugo Cuypers, calciatore belga
- 7 febbraio - Casper De Norre, calciatore belga
- 7 febbraio - Anhelina Kalinina, tennista ucraina
- 7 febbraio - Amine Noua, cestista francese
- 7 febbraio - Ivan Quaresma da Silva, calciatore brasiliano
- 7 febbraio - Nabhaan Rizwan, attore britannico
- 7 febbraio - Roberto Siucho, calciatore peruviano
- 7 febbraio - Nik Slavica, cestista croato
- 7 febbraio - Yin Hang, marciatrice cinese
- 7 febbraio - Lazar Zličić, calciatore serbo
- 8 febbraio - Bella Poarch, cantante filippina
- 8 febbraio - Dadá Belmonte, calciatore brasiliano
- 8 febbraio - Pascal Eenkhoorn, ciclista su strada olandese
- 8 febbraio - Nasser Maher, calciatore egiziano
- 8 febbraio - Lee You-hyeon, calciatore sudcoreano
- 8 febbraio - Jordan Miller, giocatore di football americano statunitense
- 8 febbraio - Kathryn Newton, attrice statunitense
- 8 febbraio - Grant Riller, cestista statunitense
- 8 febbraio - Javier Ruisanchez, nuotatore artistico portoricano
- 8 febbraio - Quintessa Swindell, attrice statunitense
- 8 febbraio - Guido Vadalá, calciatore argentino
- 8 febbraio - Suri Vaibhav, scacchista indiano
- 8 febbraio - Anton Walkes, calciatore inglese († 2023)
- 9 febbraio - Jaire Alexander, giocatore di football americano statunitense
- 9 febbraio - Ajub Bacuev, calciatore russo
- 9 febbraio - Saquon Barkley, giocatore di football americano statunitense
- 9 febbraio - Riccardo Bolpin, cestista italiano
- 9 febbraio - Mauricio Cortés, calciatore colombiano
- 9 febbraio - Valentini Grammatikopoulou, tennista greca
- 9 febbraio - Neyder Moreno, calciatore colombiano
- 9 febbraio - Jason Pendant, calciatore francese
- 9 febbraio - Darina Valitova, sincronetta russa
- 9 febbraio - Leighton Vander Esch, ex giocatore di football americano statunitense
- 9 febbraio - Shaun Want, calciatore scozzese
- 10 febbraio - Martina Alzini, ciclista su strada e pistard italiana
- 10 febbraio - Adam Armstrong, calciatore inglese
- 10 febbraio - Elisabetta Bianchin, schermitrice italiana
- 10 febbraio - Alana Bremner, rugbista a 15 neozelandese
- 10 febbraio - Aurélio Buta, calciatore angolano
- 10 febbraio - Luca Covili, ciclista su strada italiano
- 10 febbraio - David Gugganig, calciatore austriaco
- 10 febbraio - Natisha Hiedeman, cestista statunitense
- 10 febbraio - Roi Huber, cestista israeliano
- 10 febbraio - Josh Jackson, cestista statunitense
- 10 febbraio - Lilly King, ex nuotatrice statunitense
- 10 febbraio - Bobby Lammie, giocatore di curling britannico
- 10 febbraio - Caio Monteiro, calciatore brasiliano
- 10 febbraio - Chloë Grace Moretz, attrice statunitense
- 10 febbraio - Rozalija Nasretdinova, nuotatrice russa
- 10 febbraio - Nadia Podoroska, tennista argentina
- 10 febbraio - Josh Rosen, giocatore di football americano statunitense
- 10 febbraio - Philippe Sandler, calciatore olandese
- 10 febbraio - Diamond Stone, cestista statunitense
- 10 febbraio - Teodora, cantante serba
- 10 febbraio - Isabella Wright, sciatrice alpina statunitense
- 10 febbraio - Maan de Steenwinkel, cantante e attrice olandese
- 11 febbraio - Víctor Ábrego, calciatore boliviano
- 11 febbraio - Lorena Baumann, calciatrice svizzera
- 11 febbraio - Khundi Panda, rapper sudcoreano
- 11 febbraio - Chelsea Cutler, cantautrice statunitense
- 11 febbraio - David Faupala, ex calciatore francese
- 11 febbraio - Damien Harris, ex giocatore di football americano statunitense
- 11 febbraio - Mike Hughes, giocatore di football americano statunitense
- 11 febbraio - Hubert Hurkacz, tennista polacco
- 11 febbraio - Ignacio Jara, calciatore cileno
- 11 febbraio - Carmen Juárez, nuotatrice artistica spagnola
- 11 febbraio - Patrick Kammerbauer, calciatore tedesco
- 11 febbraio - Karlo Letica, calciatore croato
- 11 febbraio - Jojo Maronttinni, cantante e personaggio televisivo brasiliana
- 11 febbraio - Nasty C, rapper e cantante sudafricano
- 11 febbraio - Rosé, cantautrice neozelandese
- 11 febbraio - Elina Rodríguez, pallavolista argentina
- 11 febbraio - Daniel Rosenbaum, cestista statunitense
- 11 febbraio - Matt Ryan, cestista statunitense
- 11 febbraio - Alessia Scortechini, nuotatrice italiana
- 11 febbraio - Zavier Simpson, cestista statunitense
- 11 febbraio - Amanda Tampieri, calciatrice italiana
- 11 febbraio - Deionte Thompson, giocatore di football americano statunitense
- 11 febbraio - Filip Uremović, calciatore croato
- 11 febbraio - Lisa Vicari, attrice tedesca
- 11 febbraio - Mateusz Wieteska, calciatore polacco
- 11 febbraio - Ekrem Öztürk, lottatore turco
- 12 febbraio - Vasilīs Aggelopoulos, calciatore greco
- 12 febbraio - An Hye-ji, cestista sudcoreana
- 12 febbraio - Giacomo Cannella, pallanuotista italiano
- 12 febbraio - Sarswati Chaudhary, velocista nepalese
- 12 febbraio - Catie DeLoof, nuotatrice statunitense
- 12 febbraio - Francesca Durante, calciatrice italiana
- 12 febbraio - Jonel Désiré, calciatore haitiano
- 12 febbraio - Feng Yijun, tennistavolista statunitense
- 12 febbraio - Matteo Ferrari, pilota motociclistico italiano
- 12 febbraio - Fabio González, calciatore spagnolo
- 12 febbraio - Anna Grimaldi, atleta paralimpica neozelandese
- 12 febbraio - Hina Kino, doppiatrice giapponese
- 12 febbraio - Clayton Lewis, calciatore neozelandese
- 12 febbraio - Malte Lindberg, ex sciatore alpino svedese
- 12 febbraio - Connor Mahoney, calciatore inglese
- 12 febbraio - Nikita Nagornyj, ginnasta russo
- 12 febbraio - Johanna Rytting Kaneryd, calciatrice svedese
- 12 febbraio - Sione Tuipulotu, rugbista a 15 scozzese
- 12 febbraio - Gavin Vlijter, calciatore surinamese
- 12 febbraio - Carlinhos, calciatore brasiliano
- 12 febbraio - Nikolas Špalek, calciatore slovacco
- 13 febbraio - João Basso, calciatore brasiliano
- 13 febbraio - Alaqua Cox, attrice statunitense
- 13 febbraio - Davide Dal Sasso, ex hockeista su ghiaccio italiano
- 13 febbraio - Đorđe Dimitrijević, giocatore di football americano serbo
- 13 febbraio - Katsuaki Endo, lottatore giapponese
- 13 febbraio - Ertuğrul Ersoy, calciatore turco
- 13 febbraio - Amer Gojak, calciatore bosniaco
- 13 febbraio - Joel Graterol, calciatore venezuelano
- 13 febbraio - Patrick Kenney, sciatore alpino statunitense
- 13 febbraio - Yang Liyu, calciatore cinese
- 13 febbraio - Pedro Silva, calciatore portoghese
- 13 febbraio - Kenan Muslimović, calciatore austriaco
- 13 febbraio - Stefan Perić, calciatore austriaco
- 13 febbraio - Sevu Reece, rugbista a 15 figiano
- 13 febbraio - Martina Scrinzi, attrice italiana
- 13 febbraio - Emerson Smith, sciatore freestyle statunitense
- 14 febbraio - Arman Adamjan, judoka russo
- 14 febbraio - Tyler Bass, giocatore di football americano statunitense
- 14 febbraio - Kennedy Burke, cestista statunitense
- 14 febbraio - Regan Charles-Cook, calciatore grenadino
- 14 febbraio - Josiah Deguara, giocatore di football americano statunitense
- 14 febbraio - Elena Dolmen, ex sciatrice alpina italiana
- 14 febbraio - Jeremy Ebobisse, calciatore statunitense
- 14 febbraio - Breel Embolo, calciatore camerunese
- 14 febbraio - Valentin Gheorghe, calciatore rumeno
- 14 febbraio - Amir Hinton, cestista statunitense
- 14 febbraio - Madison Iseman, attrice statunitense
- 14 febbraio - Jaehyun, cantante e attore sudcoreano
- 14 febbraio - Eugene Omoruyi, cestista nigeriano
- 14 febbraio - Bente Paulis, canottiera olandese
- 14 febbraio - Gonçalo Pinto, hockeista su pista portoghese
- 14 febbraio - Kike Pérez, calciatore spagnolo
- 14 febbraio - Wilmarie Rivera, pallavolista portoricana
- 14 febbraio - Joseph Truman, pistard britannico
- 14 febbraio - Oli Udoh, giocatore di football americano statunitense
- 14 febbraio - Manu Vallejo, calciatore spagnolo
- 15 febbraio - Mia Boyka, cantante e personaggio televisivo russa
- 15 febbraio - Myles Gaskin, giocatore di football americano statunitense
- 15 febbraio - Gustav Granath, calciatore svedese
- 15 febbraio - Mark Hughes, cestista statunitense
- 15 febbraio - Derrick Jones, cestista statunitense
- 15 febbraio - Maxime Leverbe, calciatore francese
- 15 febbraio - João Magno, calciatore brasiliano
- 15 febbraio - Marie Dølvik Markussen, calciatrice norvegese
- 15 febbraio - Ahmed Metwaly, cestista egiziano
- 15 febbraio - Edvin Muratovic, calciatore lussemburghese
- 15 febbraio - Daihachi Okamura, calciatore giapponese
- 15 febbraio - Alice Paba, cantautrice italiana
- 15 febbraio - Justin Reid, giocatore di football americano statunitense
- 15 febbraio - Landy, rapper e cantante francese
- 15 febbraio - Bence Szabó, canottiere ungherese
- 15 febbraio - Kai Wagner, calciatore tedesco
- 16 febbraio - Kevin Arrieta, giocatore di calcio a 5 argentino
- 16 febbraio - Maximiliano Caufriez, calciatore belga
- 16 febbraio - Conor Chaplin, calciatore inglese
- 16 febbraio - Thijmen Goppel, calciatore olandese
- 16 febbraio - Ricardo Graça, calciatore brasiliano
- 16 febbraio - Anders Hagelskjær, calciatore danese
- 16 febbraio - Yūta Nakayama, calciatore giapponese
- 16 febbraio - Dragoș Nedelcu, calciatore rumeno
- 16 febbraio - Princesa Alba, cantante cilena
- 16 febbraio - Ben Schwietert, nuotatore olandese
- 16 febbraio - Chazz Surratt, giocatore di football americano statunitense
- 16 febbraio - Natal'ja Vichljanceva, ex tennista russa
- 17 febbraio - Igor Arhirii, calciatore moldavo
- 17 febbraio - Yūya Asano, calciatore giapponese
- 17 febbraio - Eric Ayuk, calciatore camerunese
- 17 febbraio - Jordie Barrett, rugbista a 15 neozelandese
- 17 febbraio - Gaetano Castrovilli, calciatore italiano
- 17 febbraio - Prince Dube, calciatore zimbabwese
- 17 febbraio - Rashad Fenton, giocatore di football americano statunitense
- 17 febbraio - Sergi García, cestista spagnolo
- 17 febbraio - Erik Gliha, calciatore sloveno
- 17 febbraio - Anissa Lahmari, calciatrice francese
- 17 febbraio - Simon Martirosyan, sollevatore armeno
- 17 febbraio - Delfín Panique, calciatore boliviano
- 17 febbraio - Maksym Prjadun, calciatore ucraino
- 17 febbraio - Kristian Riis, ex calciatore danese
- 17 febbraio - Jacopo Segre, calciatore italiano
- 17 febbraio - Aline Seitz, pistard, ciclista su strada e mountain biker svizzera
- 17 febbraio - Flaminia Simonetti, calciatrice italiana
- 17 febbraio - Joanna Szwab, saltatrice con gli sci polacca
- 17 febbraio - Keziah Veendorp, calciatore olandese
- 17 febbraio - Dennis van der Heijden, calciatore olandese
- 17 febbraio - Zeki Çelik, calciatore turco
- 18 febbraio - Bradley Collins, calciatore inglese
- 18 febbraio - Grace Cutler, calciatrice statunitense
- 18 febbraio - Manuel Frigo, nuotatore italiano
- 18 febbraio - Patrick Gamper, ciclista su strada austriaco
- 18 febbraio - Cristián Gutiérrez, calciatore canadese
- 18 febbraio - Diego Gutiérrez Zuñiga, calciatore canadese
- 18 febbraio - Justin Jackson, cestista canadese
- 18 febbraio - Konstanze Klosterhalfen, mezzofondista tedesca
- 18 febbraio - Giovanni Licata, rugbista a 15 italiano
- 18 febbraio - Tercious Malepe, calciatore sudafricano
- 18 febbraio - Il'ja Molčanov, tuffatore russo
- 18 febbraio - Paolo Odogwu, rugbista a 15 italiano
- 18 febbraio - Jack Rowan, attore britannico
- 18 febbraio - Aigerim Sarybay, schermitrice kazaka
- 18 febbraio - Jaume Sorolla, cestista spagnolo
- 18 febbraio - Gina Valentina, attrice pornografica brasiliana
- 18 febbraio - Eric Veiga, calciatore lussemburghese
- 19 febbraio - Romaric Belemene, cestista della Repubblica del Congo
- 19 febbraio - Nuno Borges, tennista portoghese
- 19 febbraio - Matthias Casse, judoka belga
- 19 febbraio - Benedikt Gimber, calciatore tedesco
- 19 febbraio - Nemanja Glavčić, calciatore serbo
- 19 febbraio - Slobodan Jovanović, cestista serbo
- 19 febbraio - Rathavit Kijworalak, attore thailandese
- 19 febbraio - Stephanie Lebby, ex sciatrice alpina statunitense
- 19 febbraio - Christopher Martins Pereira, calciatore lussemburghese
- 19 febbraio - Denis Nekrasov, ciclista su strada e pistard russo
- 19 febbraio - Nicklas Sahl, cantante danese
- 19 febbraio - Jhony Douglas Santiago, calciatore brasiliano
- 19 febbraio - Shqiprim Taipi, calciatore albanese
- 19 febbraio - Yūya Takazawa, calciatore giapponese
- 19 febbraio - Heriberto Tavares, calciatore capoverdiano
- 19 febbraio - Andreas Vaikla, calciatore canadese
- 19 febbraio - Wang Jin, sciatrice freestyle cinese
- 20 febbraio - Jesús Ricardo Angulo, calciatore messicano
- 20 febbraio - Shannon Bogues, cestista statunitense
- 20 febbraio - Mohamed Darwish, calciatore palestinese
- 20 febbraio - Berkan Durmaz, cestista turco
- 20 febbraio - Ismael Govea, calciatore messicano
- 20 febbraio - Marlena Karwacka, pistard polacca
- 20 febbraio - Mansoor Khan, calciatore pakistano
- 20 febbraio - Sturla Holm Lægreid, biatleta norvegese
- 20 febbraio - Vanja Milinković-Savić, calciatore serbo
- 20 febbraio - Sam Mulligan, ex sciatore alpino canadese
- 20 febbraio - Mauro Osores, calciatore argentino
- 20 febbraio - Nicolás Silva, calciatore uruguaiano
- 20 febbraio - Sammy Skytte, calciatore danese
- 20 febbraio - Jorge de Frutos, calciatore spagnolo
- 20 febbraio - Dar"ja Čul'cova, giornalista bielorussa
- 21 febbraio - Rachele Barbieri, pistard e ciclista su strada italiana
- 21 febbraio - Desure Buie, cestista statunitense
- 21 febbraio - Mateo Carabajal, calciatore argentino
- 21 febbraio - Miguel Gutiérrez, pallavolista cubano
- 21 febbraio - Ali Hafeedh, calciatore yemenita
- 21 febbraio - José Ivaldo Almeida Silva, calciatore brasiliano
- 21 febbraio - Óttar Magnús Karlsson, calciatore islandese
- 21 febbraio - Kōnstantinos Kōtsopoulos, calciatore greco
- 21 febbraio - Carlos Lobos, calciatore cileno
- 21 febbraio - Malik Newman, cestista statunitense
- 21 febbraio - James Pantemis, calciatore canadese
- 21 febbraio - Nikos Vafeas, calciatore greco
- 21 febbraio - Pol Valentín, calciatore spagnolo
- 21 febbraio - Ridvan Öncel, cestista turco
- 22 febbraio - Isaiah Amaechi, giocatore di football americano statunitense
- 22 febbraio - Hailemariyam Amare, mezzofondista etiope
- 22 febbraio - Simone Bevilacqua, ex ciclista su strada italiano
- 22 febbraio - Emil Dima, ciclista su strada rumeno
- 22 febbraio - Mikaela Foecke, pallavolista statunitense
- 22 febbraio - Komaki Kikuchi, schermitrice giapponese
- 22 febbraio - Victor Mansaray, calciatore sierraleonese
- 22 febbraio - Kevin Quevedo, calciatore peruviano
- 22 febbraio - Jerome Robinson, cestista statunitense
- 22 febbraio - Nicolas Schmid, calciatore austriaco
- 22 febbraio - Jari Schuurman, calciatore olandese
- 22 febbraio - Yūka Setō, saltatrice con gli sci giapponese
- 22 febbraio - Lazar Tufegdžić, calciatore serbo
- 22 febbraio - Mohd Hanif Hamir, calciatore bruneiano
- 22 febbraio - Anton Čupkov, nuotatore russo
- 23 febbraio - Érick Aguirre, calciatore messicano
- 23 febbraio - Ilias Alhaft, calciatore olandese
- 23 febbraio - Luke Amos, calciatore inglese
- 23 febbraio - Pieter Bos, ex calciatore olandese
- 23 febbraio - Chen Wen-huei, sollevatrice taiwanese
- 23 febbraio - Ruslan Adriano Cristofori, tuffatore ucraino
- 23 febbraio - Ariyat Dibow Ubang, altista etiope
- 23 febbraio - Benjamin Henrichs, calciatore tedesco
- 23 febbraio - Helena Jaumà, nuotatrice artistica spagnola
- 23 febbraio - Gautier Larsonneur, calciatore francese
- 23 febbraio - Oscar Linnér, calciatore svedese
- 23 febbraio - Daylon Mack, giocatore di football americano statunitense
- 23 febbraio - Jamal Murray, cestista canadese
- 23 febbraio - José Luis Muñoz León, calciatore spagnolo
- 23 febbraio - Finn Porath, calciatore tedesco
- 23 febbraio - Roberto Russo, pallavolista italiano
- 23 febbraio - Márcio Rosa, calciatore capoverdiano
- 23 febbraio - Laura Süßemilch, pistard e ciclista su strada tedesca
- 24 febbraio - Noor Al-Rawabdeh, calciatore giordano
- 24 febbraio - Pepê, calciatore brasiliano
- 24 febbraio - Fabijan Buntić, calciatore tedesco
- 24 febbraio - Max Chamberlain, pallavolista statunitense
- 24 febbraio - Aaron Chia, giocatore di badminton malese
- 24 febbraio - Kwadwo Duah, calciatore svizzero
- 24 febbraio - Necati Er, triplista turco
- 24 febbraio - Andrea Federici, velocista italiano
- 24 febbraio - Anthony Georgiou, calciatore cipriota
- 24 febbraio - Lloyd Harris, tennista sudafricano
- 24 febbraio - Kim Jin-kyu, calciatore sudcoreano
- 24 febbraio - Cliven Loubser, rugbista a 15 namibiano
- 24 febbraio - Riccardo Lucca, ciclista su strada italiano
- 24 febbraio - Rey Manaj, calciatore albanese
- 24 febbraio - César Montes, calciatore messicano
- 24 febbraio - Meryeta O'Dine, snowboarder canadese
- 24 febbraio - Pëtr Rikunov, ciclista su strada russo
- 24 febbraio - Emanuela Stecca, rugbista a 15 italiana
- 24 febbraio - Dominik Sváček, calciatore ceco
- 24 febbraio - Sergio Tu, ciclista su strada taiwanese
- 24 febbraio - Nicolas Vichiatto da Silva, calciatore brasiliano
- 24 febbraio - Lucas Mineiro, calciatore brasiliano
- 24 febbraio - Anna Žerebjat'eva, fondista russa
- 25 febbraio - Santiago Ascacíbar, calciatore argentino
- 25 febbraio - Santiago Cáseres, calciatore argentino
- 25 febbraio - Isabelle Fuhrman, attrice statunitense
- 25 febbraio - Kacjaryna Halkina, ginnasta bielorussa
- 25 febbraio - Daniil Juffa, scacchista russo
- 25 febbraio - Lý Hoàng Nam, tennista vietnamita
- 25 febbraio - Thon Maker, cestista australiano
- 25 febbraio - Ana Mena, cantautrice, attrice e modella spagnola
- 25 febbraio - Eric Osborne, attore e musicista canadese
- 25 febbraio - Richard Prieto, calciatore paraguaiano
- 25 febbraio - Trevelin Queen, cestista statunitense
- 25 febbraio - Marco Rente, calciatore tedesco
- 25 febbraio - Lucas Rodríguez Trezza, calciatore uruguaiano
- 25 febbraio - Oussama Mahmoud Snoussi, judoka tunisino
- 25 febbraio - Yūki Sōma, calciatore giapponese
- 25 febbraio - Nugzari Tsurtsumia, lottatore georgiano († 2024)
- 26 febbraio - Albian Ajeti, calciatore svizzero
- 26 febbraio - Giulia Angelina, pallavolista italiana
- 26 febbraio - Bjørn Brudevoll, ex sciatore alpino norvegese
- 26 febbraio - Enric Franquesa, calciatore spagnolo
- 26 febbraio - Engjëll Hoti, calciatore tedesco
- 26 febbraio - Ludovica Martino, attrice italiana
- 26 febbraio - Mychajlo Meschi, calciatore ucraino
- 26 febbraio - Ni Shiqun, scacchista cinese
- 26 febbraio - Stefan Šapić, calciatore serbo
- 26 febbraio - Malcom, calciatore brasiliano
- 26 febbraio - Ben Tilney, calciatore inglese
- 26 febbraio - Viktor Tranberg, ex calciatore danese
- 26 febbraio - Gastón Vitancurt, calciatore uruguaiano
- 26 febbraio - Shaquile Woudstra, calciatore olandese
- 26 febbraio - İlke Özyüksel, pentatleta turca
- 27 febbraio - Aliko Bala, calciatore nigeriano
- 27 febbraio - Kristijan Dimitrov, calciatore bulgaro
- 27 febbraio - José Doldán, calciatore paraguaiano
- 27 febbraio - Mihaela Dorlan, attrice rumena
- 27 febbraio - Marcelin Gando, calciatore camerunese
- 27 febbraio - Jesper Horsted, giocatore di football americano statunitense
- 27 febbraio - Jeong Seung-won, calciatore sudcoreano
- 27 febbraio - Li Guangyuan, nuotatore cinese
- 27 febbraio - Mateusz Lis, calciatore polacco
- 27 febbraio - Ronaldo Lucena, calciatore venezuelano
- 27 febbraio - Iman Marshall, giocatore di football americano statunitense
- 27 febbraio - Victor Ekani, calciatore camerunese
- 27 febbraio - Bəhlul Mustafazadə, calciatore azero
- 27 febbraio - Souleymen Nasr, lottatore tunisino
- 27 febbraio - Pablo Pérez Garrido, ex cestista spagnolo
- 27 febbraio - Luis Fernando Saldías, calciatore boliviano
- 27 febbraio - Shen Yue, attrice cinese
- 27 febbraio - Francisco Daniel Simões Rodrigues, calciatore portoghese
- 27 febbraio - Emmaline Willis, pallavolista statunitense
- 27 febbraio - Junio Ricardo da Rocha, ex calciatore brasiliano
- 28 febbraio - Kathleen Baker, nuotatrice statunitense
- 28 febbraio - Gerrit Brandt, giocatore di football americano tedesco
- 28 febbraio - Mustapha Bundu, calciatore sierraleonese
- 28 febbraio - Panutche Camara, calciatore guineense
- 28 febbraio - Mady Camara, calciatore guineano
- 28 febbraio - David DiLeo, cestista statunitense
- 28 febbraio - Laros Duarte, calciatore olandese
- 28 febbraio - Bùi Tiến Dũng, calciatore vietnamita
- 28 febbraio - Andrea Falcón, calciatrice spagnola
- 28 febbraio - David Gallardo, calciatore argentino
- 28 febbraio - Justen Glad, calciatore statunitense
- 28 febbraio - Iván Gómez, calciatore argentino
- 28 febbraio - Chris Lindstrom, giocatore di football americano statunitense
- 28 febbraio - Katsuhiro Matsumoto, nuotatore giapponese
- 28 febbraio - Jordan Murphy, cestista statunitense
- 28 febbraio - Michael Storer, ciclista su strada australiano
- 28 febbraio - Yayesh Gate Tesfaw, atleta paralimpica etiope
- 28 febbraio - Virginia Thrasher, tiratrice a segno statunitense